# 卡尔·冯·弗里希
卡尔·冯·弗里希騎士（1886年11月20日—1982年6月12日），奧地利動物行為學家，1973年與康拉德·洛倫茲、尼可拉斯·庭伯根共同獲得諾貝爾生理學或醫學獎。

## 生平
他在德國與李察·馮·赫德維希（Richard von Hertwig）共同研究動物學。研究蜜蜂的感覺與溝通機制，以及蜜蜂對紫外線和極化光的感應。其中最主要的研究是蜜蜂的感知能力和蜜蜂個體之間的溝通。他是第一位解釋了蜜蜂舞蹈的科學家，他的理論當時受到其他科學家的爭議和懷疑，直到最近才被證明確認。
1973年他因為對比較行為生理學的貢獻與對昆蟲溝通方式之領導性的研究獲得諾貝爾生理學或醫學獎。

## 外部連結
- Dance and communication of honeybees （页面存档备份，存于）
- Karl von Frisch, Decoding the Language of the Bee, Nobel Lecture, December 12, 1973 （页面存档备份，存于）
- Biography and bibliography （页面存档备份，存于） in the Virtual Laboratory of the 普朗克研究院